# Ophiocreas lumbricus
Ophiocreas lumbricus is een slangster uit de familie Asteroschematidae.
De wetenschappelijke naam van de soort werd in 1869 gepubliceerd door Theodore Lyman. Deze soort is de typesoort van het geslacht Ophiocreas.
1. ↑  Lyman, T. (1869). Preliminary report on the Ophiuridae and Astrophytidae dredged in deep water between Cuba and Florida Reef. Bulletin of the Museum of Comparative Zoölogy at Harvard College 1(10): 347